# Belu (Lampung)
Belu is een bestuurslaag in het regentschap Tanggamus van de provincie Lampung, Indonesië. Belu telt 950 inwoners (volkstelling 2010).